# Lukas Dhont
Lukas Dhont, né le 11 juin 1991 à Gand, est un réalisateur et scénariste belge flamand.
Il obtient la Caméra d'Or et la Queer Palm lors du Festival de Cannes 2018 pour son premier long métrage Girl et le Grand Prix du Festival de Cannes 2022 pour son second long métrage Close.

## Biographie
Diplômé en arts audiovisuels de l'Académie royale des beaux-arts de Gand, Lukas Dhont commence sa carrière en travaillant comme directeur de la photographie et monteur pour Huid van Glas et réalise la même année deux courts métrages, Corps Perdu et De Lucht in mijn Keel, puis, en 2014 L'Infini. En 2017, il collabore avec le chorégraphe Jan Martens sur le projet The Common People. En 2018, il s'essaie à la musique avec le compositeur Valentin Hadjadj qui signe la musique de ses longs métrages.
La même année son premier long métrage, Girl, au sujet d'une jeune danseuse trans, connait un succès international et fait partie de la sélection Un Certain Regard du Festival de Cannes 2018 où il reçoit la Caméra d’or du meilleur premier film ainsi que la Queer Palm et le prix FIPRESCI. Le film obtient également la Lumière du meilleur film francophone ainsi que deux Magritte, celui du meilleur film flamand et celui du meilleur scénario original. Le film, acclamé par les critiques professionnels, a été massivement critiqué par la communauté trans. En effet, selon le Hollywood Reporter, le film montre une « fascination malsaine envers les corps des personnes trans ». En 2019, Netflix ajoute une mise en garde au début du film, jugé traumatisant pour les personnes trans.
Noura Monsecour, une danseuse qui a inspiré le film Girl s'est dite offensée par la violente critique du film par Oliver Whitney. Selon elle, le réalisateur a été véritablement intéressé par sa personne et son métier et ne peut en aucun cas être qualifié de "voyeur"[non pertinent].
En 2021, il réalise Close, un film sur l’amitié et la responsabilité qui met en scène l’amitié de deux adolescents de treize ans qu’un événement impensable sépare. Émilie Dequenne et Léa Drucker figurent au casting et le film remporte le Grand Prix du Festival de Cannes 2022 ex æquo avec Des étoiles à midi de la française Claire Denis.

## Filmographie

### En tant que réalisateur et scénariste

#### Longs métrages
- 2018 : Girl
- 2022 : Close

#### Courts métrages
- 2012 : Corps perdu
- 2012 : De Lucht in mijn Keel
- 2014 : L'Infini

### Directeur de la photographie
- 2012 : Huid van Glas

### Monteur

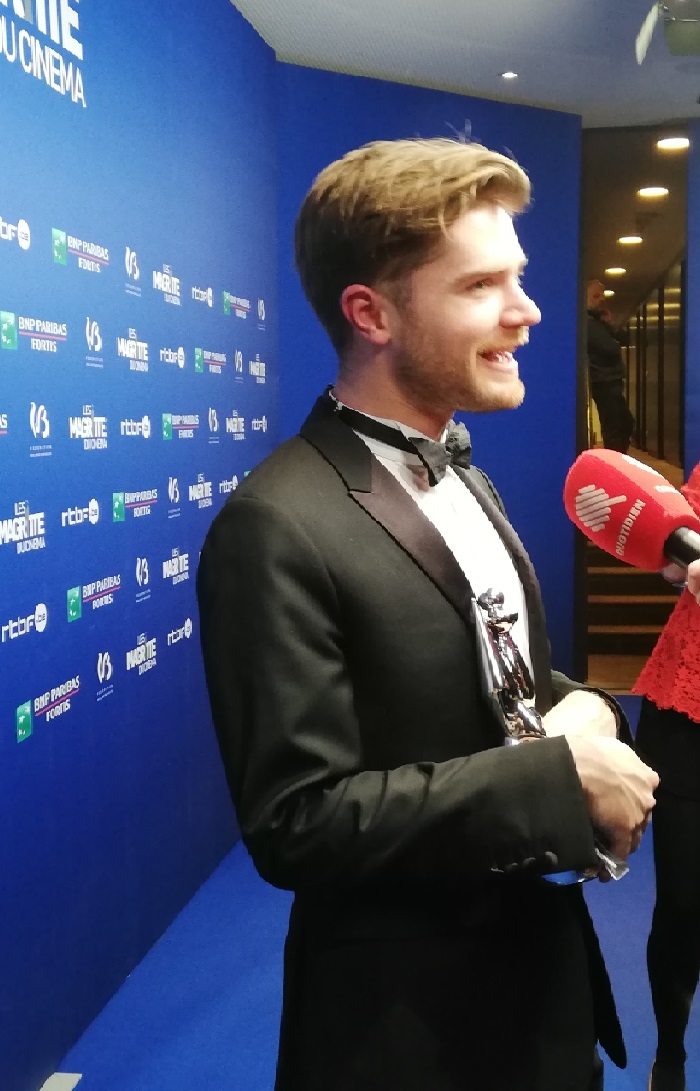
Magritte du meilleur film flamand

- 2012 : Huid van Glas

## Distinctions

### Récompenses
- Festival international de court-métrage de Louvain (nl) 2014 : Prix du Jury pour L'Infini[8]
- Festival de Cannes 2018 : Caméra d'or, Prix FIPRESCI et Queer Palm[9],[10]pour Girl
- Lumières 2018 : Meilleur film francophone pour Girl
- Magritte 2019 : Meilleur film flamand et Meilleur scénario original ou adaptation pour Girl[11].
- Festival de Cannes 2022 : Grand Prix du Jury pour Close
- Magritte 2023 : Meilleur film flamand et meilleur scénario original ou adaptation pour Close[12]
- Doctorat Honoris Causa de l'Université du Littoral-Côte d'Opale le 03 juin 2024 pour "son incroyable talent (...,) sa carrière impressionnante (...), ses œuvres cinématographiques touchantes et profondes, mettant en avant les valeurs de tolérance, d’humanité et de résilience"

### Nominations
- Golden Globes 2018 : Meilleur film étranger pour Girl
- César 2019 : Meilleur film étranger pour Girl
- Golden Globes 2023 : Meilleur film étranger pour Close
- César 2023 : Meilleur film étranger pour Close
- Oscars 2023 : Meilleur film international pour Close